# Okres Oberpullendorf
Okres Oberpullendorf je okres rakouské spolkové země Burgenland. Jeho centrem je město Oberpullendorf.

## Poloha okresu
Okres Oberpullendorf je 1. okresem v jižní části Burgenlandu (bráno od severu). Sousedí na severu s okresem Mattersburg, na jihu s okresem Oberwart. Jako jediný jihoburgenlandský okres má západní hranici se spolkovou zemí Dolní Rakousko, východní hranice je jako tradičně s Maďarskem.

## Povrch okresu
Velký díl plochy okresu zabírají nadmořské výšky 200-500 metrů. Na jihozápadě však najdeme i místa s nadmořskou výškou přesahující 500 metrů. Území okresu odvodňuje více přibližně rovnoběžných řek, které stékají z vrchovin na západě. Jedná se například o Güns, Rabnitz (nejdůležitější, protéká okresním městem), Stoober Bach a Frauenbrunn Bach.

## Statistické údaje
Okres má na burgenlandské poměry velkou rozlohu – 701,49 km². Na této relativně velké ploše však žije pouhých 38 096 obyvatel. Hustota zalidnění je tedy jenom 54 obyvatel/km², 2. nejnižší v rámci Burgenlandska. Celkem vysoký je ale počet obcí a měst – 28.

## Administrativní rozdělení okresu
Okres Oberpullendorf tvoří celkem 28 obcí. Jedno město, 14 městysů a 13 vesnic. Jsou to :
| P.č. | Jméno obce                 | Maďarsky             | Chorvatsky             | Počet obyvatel | Rozloha km² | Typ obce |
| ---- | -------------------------- | -------------------- | ---------------------- | -------------- | ----------- | -------- |
| 1    | Deutschkreutz              | Sopronkeresztúr      | Kerestur               | 3 077          | 34,08       | městys   |
| 2    | Draßmarkt                  | Sopronderecske       | Racindrof              | 1 413          | 36,21       | městys   |
| 3    | Frankenau-Unterpullendorf  | Frankó-Alsópulya     | Frakanava-Dolnja Pulja | 1 114          | 29,92       | vesnice  |
| 4    | Großwarasdorf              | Szabadbáránd         | Veliki Borištof        | 1 413          | 42,46       | vesnice  |
| 5    | Horitschon                 | Haracsony            | Haračun                | 1 889          | 18,71       | městys   |
| 6    | Kaisersdorf                | Császárfalu          | Kalištrof              | 637            | 12,49       | vesnice  |
| 7    | Kobersdorf                 | Kabold               | Kobrštof               | 1 903          | 27,27       | městys   |
| 8    | Lackenbach                 | Lakompak             | Lakimpuh               | 1 162          | 18,08       | městys   |
| 9    | Lackendorf                 | Lakfalva             | Lakindrof              | 597            | 12,71       | vesnice  |
| 10   | Lockenhaus                 | Léka                 | Livka                  | 2 025          | 58,79       | městys   |
| 11   | Lutzmannsburg              | Locsmánd             | Lučman                 | 887            | 23,16       | městys   |
| 12   | Mannersdorf an der Rabnitz | Répcekethely         | Malištrof              | 1 815          | 38,39       | vesnice  |
| 13   | Markt Sankt Martin         | Sopronszentmárton    | Sveti Martin           | 1 193          | 32,08       | městys   |
| 14   | Neckenmarkt                | Sopronnyék           | Lekindrof              | 1 679          | 26,9        | městys   |
| 15   | Neutal                     | Sopronújlak          | Neutol                 | 1 096          | 11,55       | vesnice  |
| 16   | Nikitsch                   | Füles                | Filež                  | 1 380          | 50,72       | vesnice  |
| 17   | Oberloisdorf               | Felsőlászló          | Uberloštrof            | 810            | 10,64       | vesnice  |
| 18   | Oberpullendorf             | Felsőpulya           | Gornja Pulja           | 3 202          | 12,64       | město    |
| 19   | Pilgersdorf                | Pörgölény            | Pilištrof              | 1 649          | 43,87       | vesnice  |
| 20   | Piringsdorf                | Répcebónya           | Piringštof             | 857            | 16,12       | vesnice  |
| 21   | Raiding                    | Doborján             | Rajnof                 | 857            | 13,05       | městys   |
| 22   | Ritzing                    | Récény               | Ricinja                | 902            | 17,69       | obec     |
| 23   | Steinberg-Dörfl            | Répcekőhalom-Dérföld | Štamperak-Drfelj       | 1 288          | 37,1        | městys   |
| 24   | Stoob                      | Csáva                | Štuma                  | 1 389          | 17,37       | městys   |
| 25   | Unterfrauenhaid            | Lók                  | Svetica                | 686            | 10,96       | městys   |
| 26   | Unterrabnitz-Schwendgraben | Alsórámóc-Répcefő    | Dolnji Ramac           | 656            | 13,91       | vesnice  |
| 27   | Weingraben                 | Borosd               | Bajngrob               | 362            | 9,22        | vesnice  |
| 28   | Weppersdorf                | Veperd               | Veprštof               | 1 814          | 24,72       | městys   |

Poznámka:
Počty obyvatel a rozlohy uvedené v tabulce jsou převzaty z článku [[Okres Oberpullendorf|Bezirk Oberpullendorf]] na de/wiki.

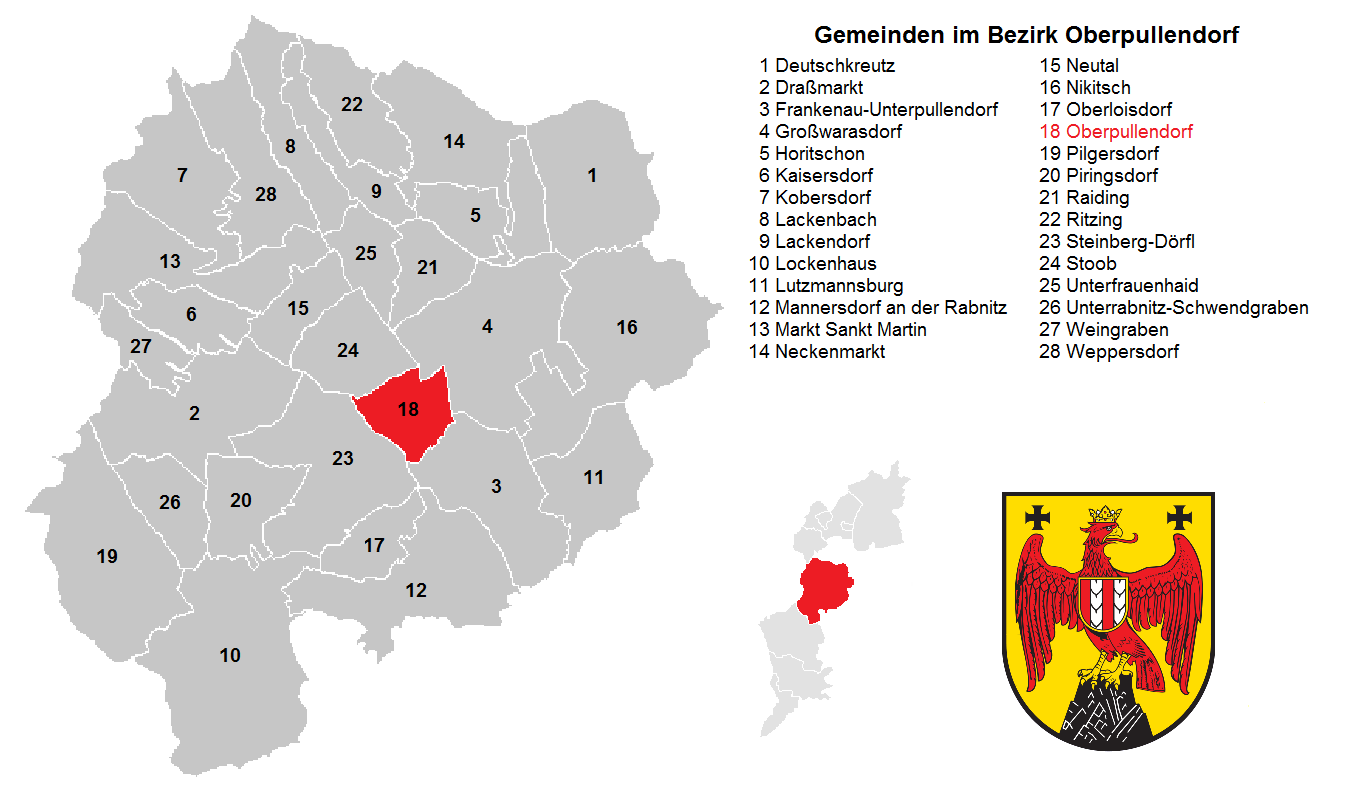
Obce v okresu Oberpullendorf

## Největší obce
1. Deutschkreutz (3 221 obyvatel)
2. Oberpullendorf (2 793 obyvatel)
3. Horitschon (2 008 obyvatel)